# Clucy
Clucy ist eine französische Gemeinde im Département Jura in der Region Bourgogne-Franche-Comté.

## Geographie
Clucy liegt auf 608 m, östlich von Salins-les-Bains und etwa 23 km nördlich der Stadt Champagnole (Luftlinie). Das Bauerndorf erstreckt sich im Jura, auf dem ersten Juraplateau, auf einer Hochfläche östlich des Erosionstals der Furieuse am Rand der Mulde des Ruisseau de Gouaille.
Die Fläche des 5,13 km² großen Gemeindegebiets umfasst einen Abschnitt des französischen Juras. Das gesamte Gebiet wird von der Hochfläche des Juraplateaus eingenommen, das durchschnittlich auf 620 m liegt und überwiegend von Acker- und Wiesland bestanden ist. Entwässert wird das Areal durch den Ruisseau de Gouaille, der durch eine weite Mulde fließt und danach abrupt über eine Felswand in den Talkessel von Blégny im Erosionstal der Furieuse stürzt. Westlich des Dorfes wird das Plateau zusehends schmaler und endet mit dem Fort Belin (knapp außerhalb des Gemeindegebietes) direkt oberhalb von Salins-les-Bains. Dabei verläuft die Gemeindegrenze stets oberhalb des Steilabfalls zu den umliegenden Tälern. Mit 718 m wird auf der Anhöhe westlich des Dorfes die höchste Erhebung von Clucy erreicht. Nach Osten erstreckt sich das Gemeindeareal auf den Mont Oiseau (676 m) und bis an den Rand des Bois des Paules.
Zu Clucy gehört der Weiler Le Tilleret (635 m) auf dem Plateau südlich des Ruisseau de Gouaille. Nachbargemeinden von Clucy sind Salins-les-Bains im Süden, Westen und Norden sowie Geraise und Cernans im Osten.

## Geschichte
Das Gemeindegebiet von Clucy war bereits in vorgeschichtlicher Zeit und während der gallorömischen Zeit besiedelt. Erstmals urkundlich erwähnt wird Clucy im 12. Jahrhundert. Im Mittelalter gehörte es zur Herrschaft von Châtel-Belin. Zusammen mit der Franche-Comté gelangte das Dorf mit dem Frieden von Nimwegen 1678 an Frankreich.

## Sehenswürdigkeiten

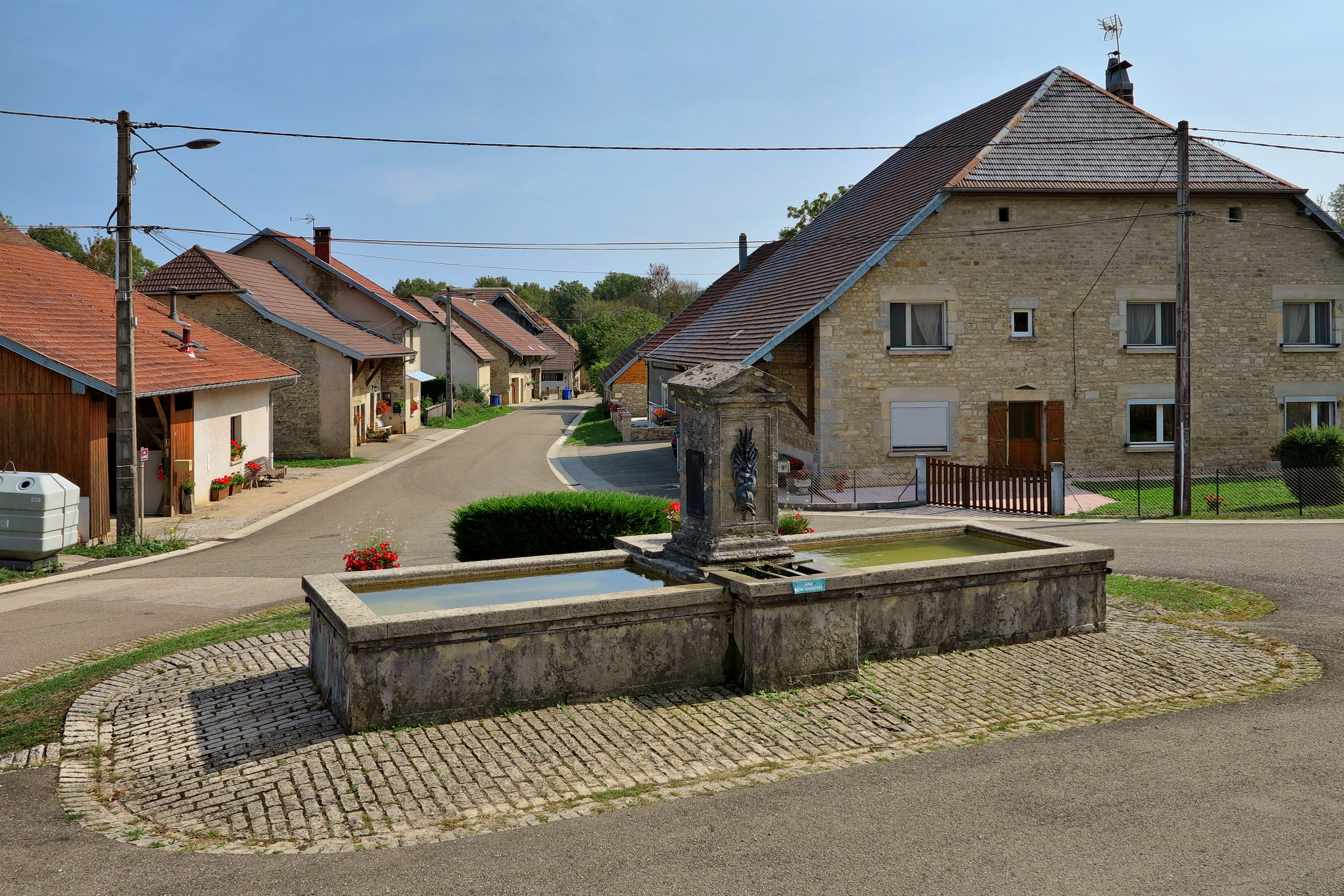
Dorfbrunnen und ehemalige Viehtränke

Die ehemalige Kapelle aus dem 18. Jahrhundert wurde zu einer Käserei umfunktioniert. Aus dem 19. Jahrhundert stammt der Dorfbrunnen.

## Bevölkerung
| Jahr                       | 1962 | 1968 | 1975 | 1982 | 1990 | 1999 | 2007 | 2017 |
| -------------------------- | ---- | ---- | ---- | ---- | ---- | ---- | ---- | ---- |
| Einwohner                  | 90   | 87   | 82   | 80   | 88   | 72   | 72   | 70   |
| Quellen: Cassini und INSEE |      |      |      |      |      |      |      |      |

Mit 70 Einwohnern (Stand 1. Januar 2022) gehört Clucy zu den kleinsten Gemeinden des Départements Jura. Nachdem die Einwohnerzahl in der ersten Hälfte des 20. Jahrhunderts abgenommen hatte (1911 wurden noch 138 Personen gezählt), wurden seit Beginn der 1970er Jahre nur noch relativ geringe Schwankungen verzeichnet.

## Wirtschaft und Infrastruktur
Clucy war bis weit ins 20. Jahrhundert hinein ein vorwiegend durch die Landwirtschaft geprägtes Dorf. Früher wurden hier Eisenminen abgebaut. Noch heute leben die Bewohner zur Hauptsache von der Tätigkeit im ersten Sektor. Außerhalb des primären Sektors gibt es nur wenige Arbeitsplätze im Dorf. Einige Erwerbstätige sind Wegpendler, die in den größeren Ortschaften der Umgebung ihrer Arbeit nachgehen.
Die Ortschaft liegt abseits der größeren Durchgangsstraßen. Die Hauptzufahrt erfolgt von der D72, die von Salins-les-Bains nach Pontarlier führt. Eine weitere Straßenverbindung besteht mit Geraise.